# Muara Kelantan
Muara Kelantan is een bestuurslaag in het regentschap Siak van de provincie Riau, Indonesië. Muara Kelantan telt 1531 inwoners (volkstelling 2010).